# Patimile Ioanei d'Arc
Patimile Ioanei d'Arc (în franceză La Passion de Jeanne d'Arc) este un film mut francez din 1928, regizat de Carl Theodor Dreyer, cu Maria Falconetti în rolul personajului eponim. Drama istorică se bazează pe consemnările reale ale procesului Ioanei d'Arc, și rezumă perioada pe care eroina franceză a petrecut-o în prizonieriatul englezilor.
Invitat de către Société Générale des Films să regizeze un film în Franța, Dreyer a ales-o ca subiect pe Ioana d'Arc, datorită popularității reînnoite a acesteia în țara natală. Dreyer a petrecut mai bine de un an cercetând transcrierile procesului, înainte de a scrie scenariul. Actrița de teatru Maria Falconetti a fost distribuită ca Ioana, în singurul ei rol de film important din carieră. Pelicula a ajuns să fie considerată pe scară largă drept o capodoperă a cinematografiei, remarcată pentru producția și regia lui Dreyer, precum și pentru interpretarea lui Falconetti, apreciată ca una dintre cele mai complexe din istorie.

## Acțiune
După călăuzirea trupelor franceze în numeroase bătălii împotriva englezilor, în timpul Războiului de 100 de Ani, Ioana d'Arc este capturată în apropiere de Compiègne. Acuzată de acte eretice, este adusă la Rouen pentru a fi judecată de către clerici francezi loiali englezilor.
La 30 mai 1431, Ioana este interogată de către tribunalul clerical francez. Judecătorii ei, care sunt de partea coaliției burgundo-engleze, și împotriva regelui Franței, încearcă să o facă să spună ceva care să o discrediteze, sau să-i zdruncine convingerea că a primit de la Dumnezeu misiunea de a-i alunga pe englezi din Franța, dar ea rămâne neclintită. Câțiva dintre ei, crezând că este într-adevăr o sfântă, o susțin.
Autoritățile recurg apoi la înșelăciune. În închisoare, un preot îi citește Ioanei, analfabetă, o scrisoare falsă, presupusă a fi de la regele Carol al VII-lea al Franței, care îi spune să aibă încredere în purtător. Când nici aceasta nu reușește, Ioana este dusă să vadă camera de tortură, dar priveliștea, deși o face să leșine, nu o intimidează. Atunci când este amenințată cu arderea pe rug, Ioana cedează, în cele din urmă, și permite unui preot să-i ghideze mâna pentru a semna o mărturisire. Cu toate acestea, judecătorul urmează să o condamne la închisoare pe viață. După ce temnicerul îi rade capul, ea își dă seama că i-a fost infidelă lui Dumnezeu, și cere ca judecătorii să se întoarcă, dezicându-și mărturisirea.
Pe măsură ce toți încep să îi recunoască adevărata credință și chemare, i se permite o ultimă slujbă de împărtășanie. Este apoi îmbrăcată în sac, și dusă la locul de execuție. Îl ajută pe călău să îi lege legăturile. Mulțimea se adună, și se aprinde focul. În timp ce flăcările se întețesc, femeile plâng, iar un bărbat strigă: „vous avez brûlé une sainte” („ați ars o sfântă”). Trupele se pregătesc pentru o revoltă. Flama crescândă o mistuie pe Ioana, iar trupele și mulțimea se aruncă în luptă. Un subtitlu afirmă că flăcările îi protejează sufletul în ridicarea acesteia la cer.

## Distribuție
- Maria Falconetti ca Ioana d'Arc (Jeanne d'Arc)
- Eugène Silvain ca Pierre Cauchon, episcopul
- André Berley ca Jean d'Estivet, procurorul
- Maurice Schutz ca Nicolas Loyseleur, un canonic
- Antonin Artaud ca Jean Massieu, decanul din Rouen
- Gilbert Dalleu ca Jean Lemaitre, vice-inchizitorul
- Jean d'Yd ca Nicolas de Houppeville
- Louis Ravet ca Jean Beaupère
- Camille Bardou ca Lord Warwick, comandantul englez din Rouen

### Judecători
- Michel Simon
- Paul Fromet
- Armand Lurville
- Jacques Arnna
- Alexandre Mihalesco, născut Alexandru Mihăilescu
- Raymond Narlay
- Henry Maillard
- Léon Larive
- Henry Gaultier
- Paul Jorge

## Producție
După succesul înregistrat de Master of the House (1925) în Danemarca, Dreyer a fost invitat de către Société Gėnėrale des Films să realizeze un lungmetraj în Franța, fiind propuse idei despre Maria Antoaneta, Ecaterina de Medici sau Ioana d'Arc. El a susținut că decizia finală privind subiectul filmului a fost determinată de o tragere la sorți. Ioana d'Arc era în actualitate după Primul Război Mondial, fiind canonizată ca sfântă de către Biserica Romano-Catolică în 1920, și numită unul dintre sfinții protectori ai Franței.
Dreyer a petrecut mai mult de un an și jumătate cercetând-o. Scenariul s-a bazat pe transcrierile originale ale procesului ei, condensând 29 de interogatorii pe parcursul a 18 luni într-o singură zi. Într-un eseu pentru Institutul Danez de Film, Dreyer a declarat ce a urmărit să realizeze: „Am vrut să redau un imn al triumfului sufletului asupra vieții”.
Ioana d'Arc a fost al doilea și ultimul rol de film al lui Renée Maria Falconetti. Deși a preferat întotdeauna teatrul în locul cinematografiei, și a declarat că nu a înțeles niciodată reacția pozitivă față de actoria sa, interpretarea lui Falconetti a dobândit aproape imediat statut de emblemă.
Montajul filmului a fost extrem de neconvențional, prin accentul radical pus pe trăsăturile faciale ale actorilor. Dreyer a filmat o mare parte din peliculă în prim-plan, declarând: „Erau întrebări, erau răspunsuri - foarte scurte, foarte clare... Fiecare întrebare, fiecare răspuns, în mod natural, necesita un prim-plan... În plus, rezultatul prim-planurilor a fost că spectatorul era la fel de șocat ca și Ioana, recepționând întrebările, fiind torturat de ele”. De asemenea, Dreyer nu le-a permis actorilor săi să poarte machiaj, pentru a putea spune mai bine povestea prin expresiile lor. Această alegere a fost posibilă prin utilizarea filmului pancromatic, recent dezvoltat, care surprindea tonurile pielii într-o manieră naturalistă.
Patimile Ioanei d'Arc a avut unul dintre cele mai scumpe decoruri construite vreodată pentru un film european până la acea vreme.

## Recepție
La lansarea sa inițială, filmul a avut succes în rândul criticilor, fiind catalogat imediat drept o capodoperă. Cu toate acestea, a fost un eșec financiar, și a determinat Société Générale să anuleze contractul cu Dreyer, după rateul său și al filmului Napoléon, al lui Abel Gance. Dreyer a acuzat cu furie Société Générale că a mutilat filmul pentru a nu-i ofensa pe spectatorii catolici, și i-a dat în judecată pentru încălcarea contractului. Procesul a durat până în toamna anului 1931, timp în care Dreyer nu a mai putut realiza alt film. Filmul a fost interzis în Marea Britanie pentru portretizarea soldaților englezi grosolani care o batjocoresc și o chinuie pe Ioana, în scene care reflectă relatările biblice despre batjocorirea lui Hristos de către soldații romani. Arhiepiscopul Parisului a fost, de asemenea, critic, cerând să se facă schimbări.
Filmul și interpretarea lui Falconetti au continuat să fie lăudate de critici. Pauline Kael a scris că reprezentația lui Falconetti este „poate cea mai reușită interpretare captată vreodată pe film”.